# Zborul 981 al Flydubai
Zborul Flydubai 981 (981 FZ / FDB 981) a fost un zbor internațional de pasageri operat de Flydubai, zburând de la Dubai, Emiratele Arabe Unite, la Rostov-pe-Don, Rusia. La 19 martie 2016, avionul Boeing 737-800 care zboară această rută a făcut două încercări de aterizare nereușite la Aeroportul Rostov-pe-Don în condiții meteorologice nefavorabile. După ce a înterupt a doua abordare, aeronava a urcat la 1.200 m, apoi a coborât rapid și s-a prăbușit în apropierea începutului pistei 22. Toate cele 62 de persoane aflate la bordul aeronavei au fost ucise în impactul de mare viteză.
Acest accident este primul din istoria companiei Flydubai.

Zborul 981 avea combustibil pentru 8,5 ore de zbor. Aceasta a fost propagat în aer timp de 6 ore până la accident.

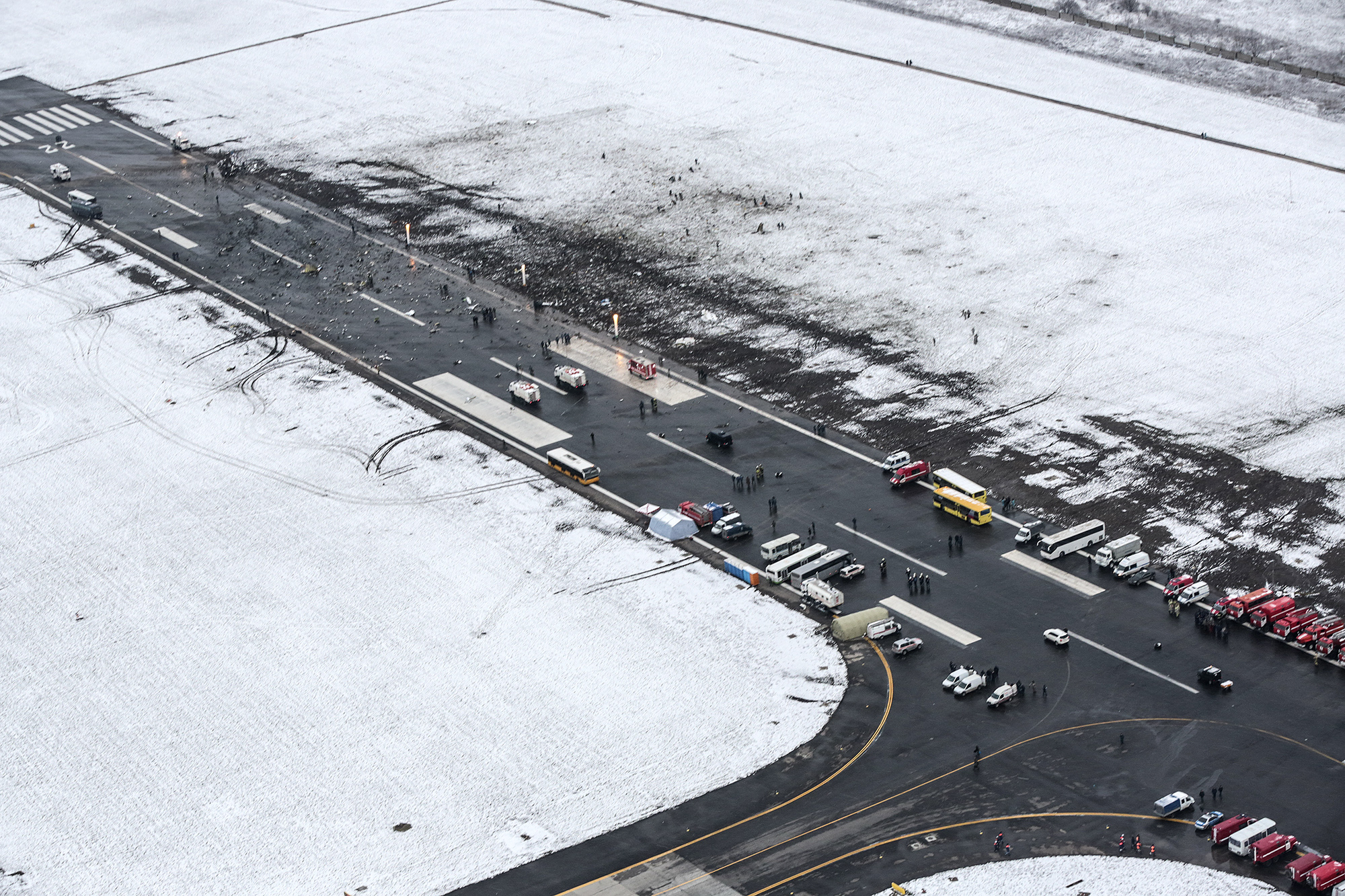
Vedere aeriană a locului impactului
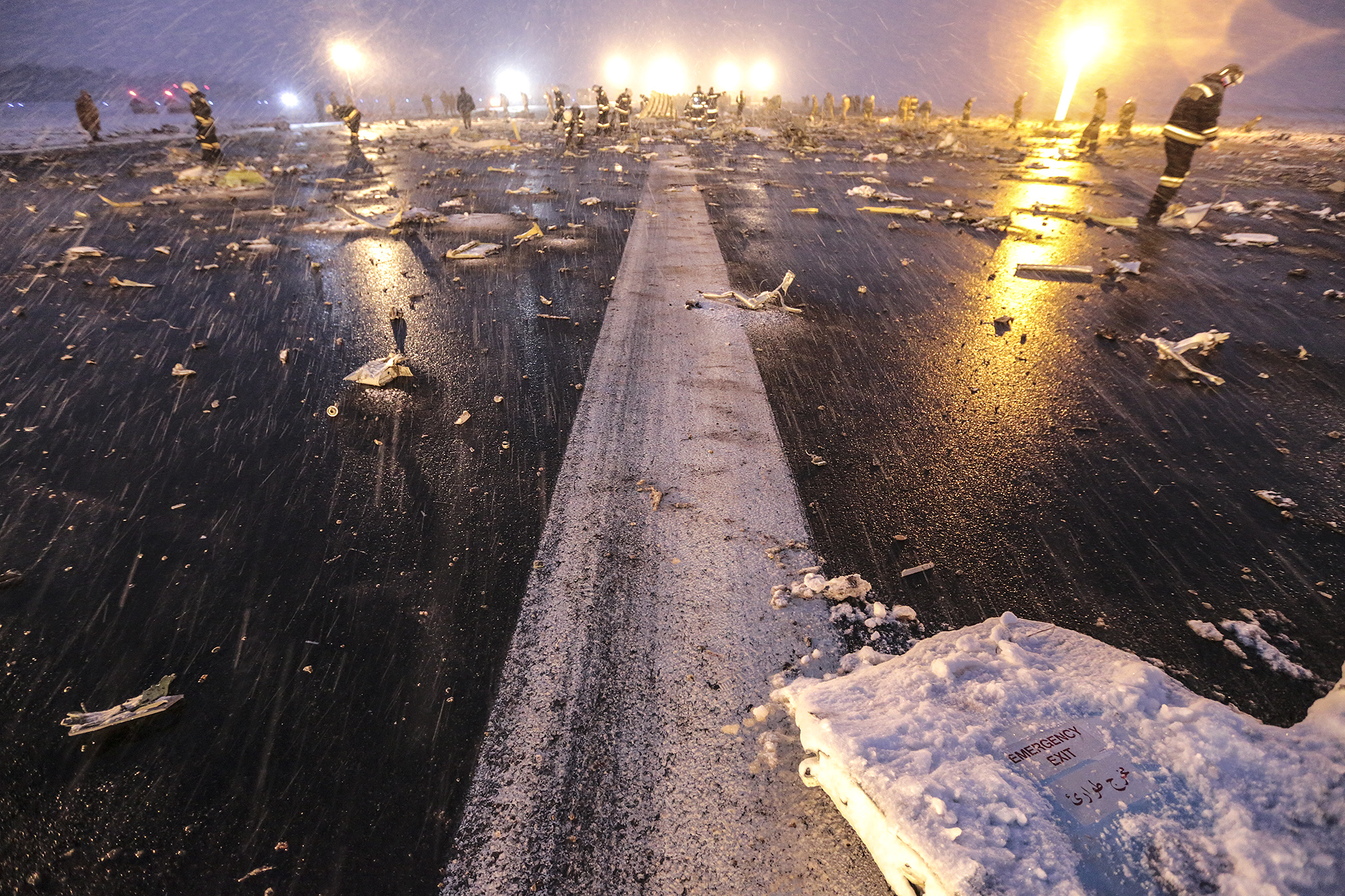
Rămășițe ale avionului împrăștiate pe pistă
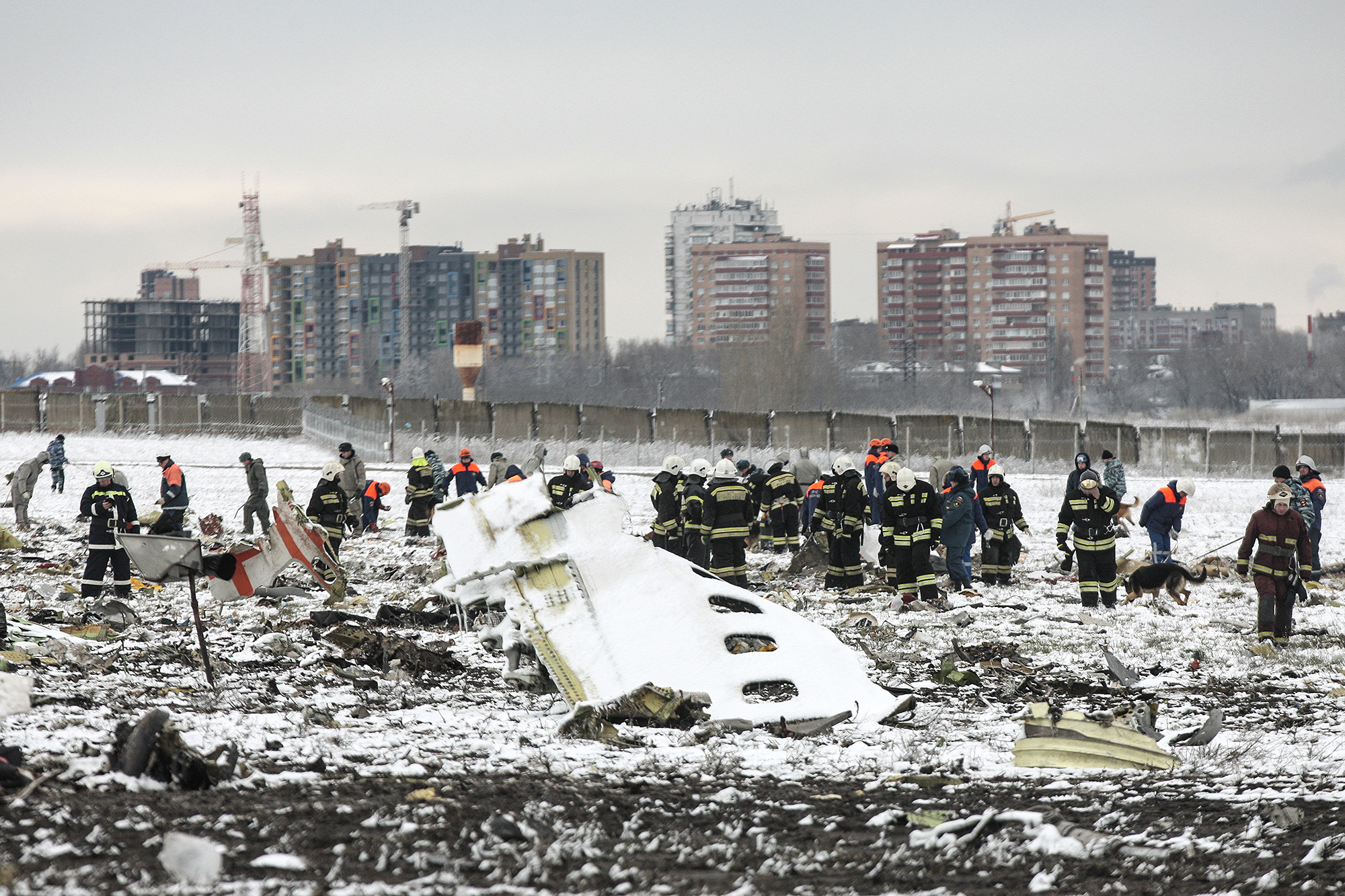
Salvatori analizând rămășițele
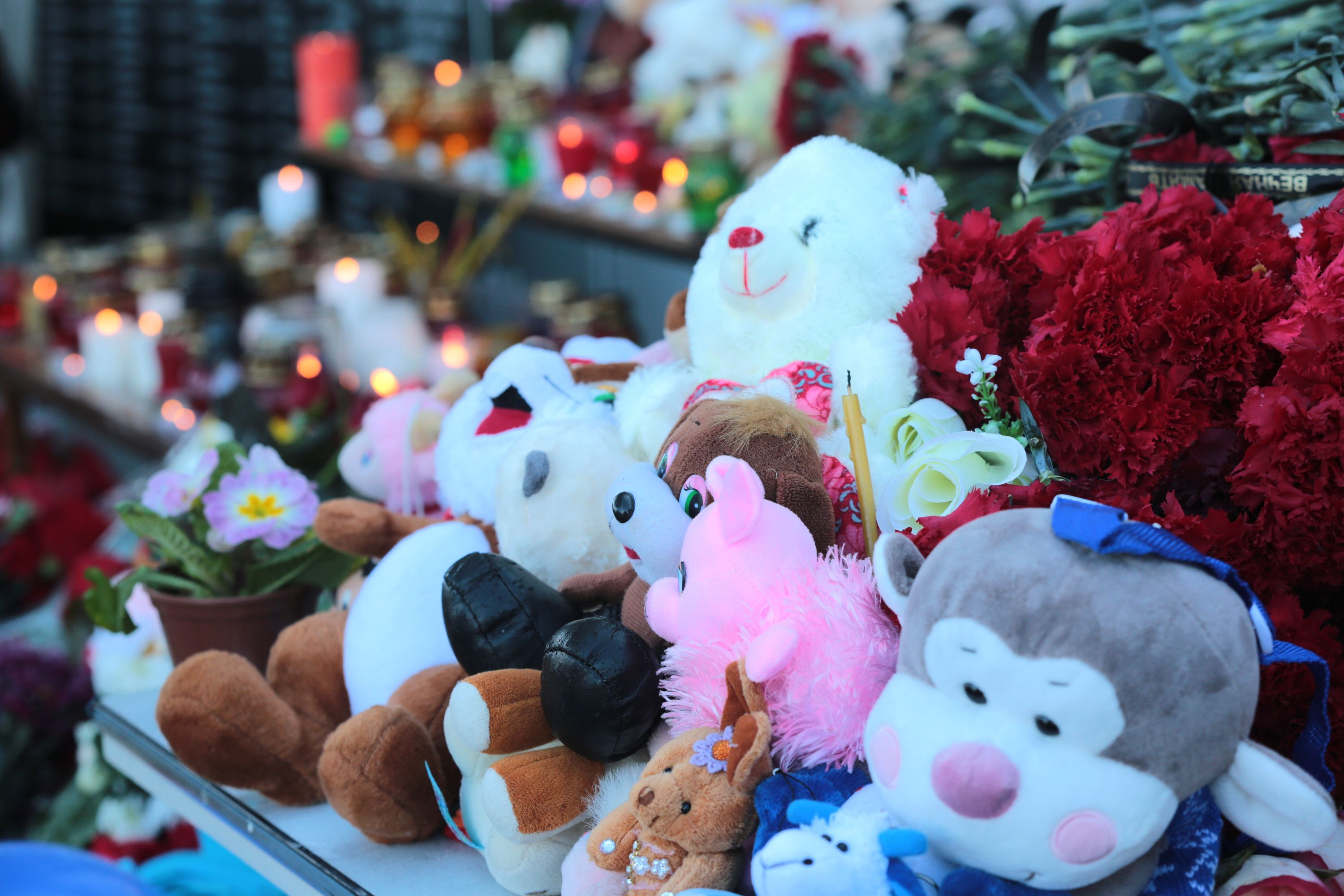
Loc de comemorare la aeroport

## Victime
| Naționalitate | Pasageri | Membri ai echipajului |
| ------------- | -------- | --------------------- |
| Rusia         | 44       | 1                     |
| Ucraina       | 8        | 0                     |
| India         | 2        | 0                     |
| Uzbekistan    | 1        | 0                     |
| Spania        | 0        | 2                     |
| Columbia      | 0        | 1                     |
| Cipru         | 0        | 1                     |
| Kîrgîzstan    | 0        | 1                     |
| Seychelles    | 0        | 1                     |
| Total         | 55       | 7                     |

Toate cele 62 persoane aflate la bord, 55 pasageri și 7 membri ai echipajului, au murit în accident. 44 erau cetățeni ruși, inclusiv 4 copii. 13 pasageri erau turiști ai agenției „Natalie Tours”, una dintre cele mai mari agenții de turism din Rusia.